# Andersolstjärnen, Ångermanland
Andersolstjärnen är en sjö i Strömsunds kommun i Ångermanland och ingår i Ångermanälvens huvudavrinningsområde.